# کاتسویوکی مییازاوا
کاتسویوکی مییازاوا (انگلیسی: Katsuyuki Miyazawa؛ زادهٔ ۱۵ سپتامبر ۱۹۷۶) بازیکن فوتبال اهل ژاپن است.
از باشگاه‌هایی که در آن بازی کرده‌است می‌توان به باشگاه فوتبال اوراوا رد دیاموندز و باشگاه فوتبال آلبیرکس نیگاتا اشاره کرد.